# Technische Universiteit Delft
De Technische Universiteit Delft, meestal afgekort tot TU Delft, is een Nederlandse technische universiteit in de stad Delft.

## Geschiedenis

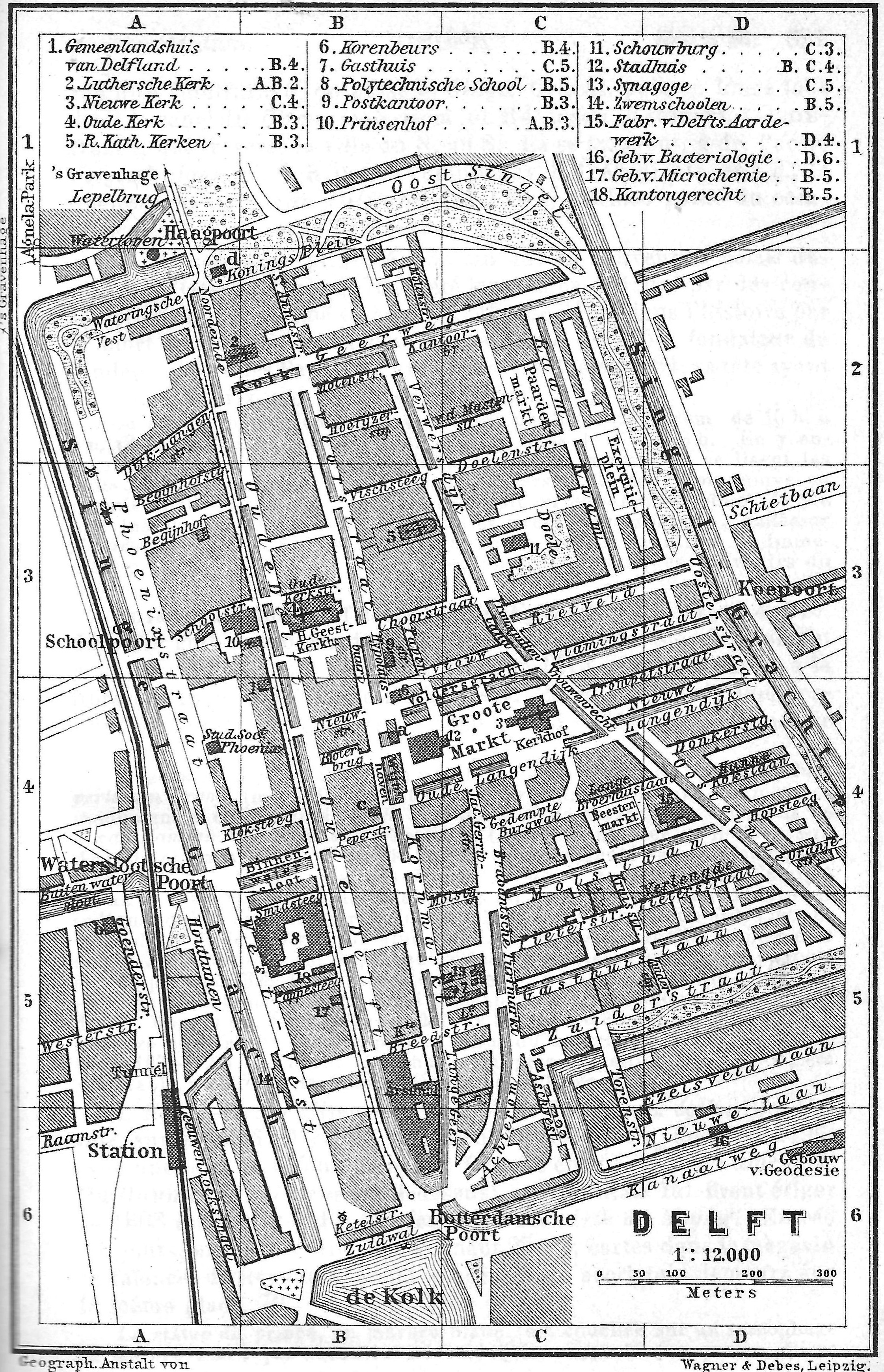
De locatie, nummer 8, van de voormalige Polytechnische School te Delft op een kaart uit 1905

De universiteit is voortgekomen uit de Koninklijke Akademie ter opleiding van burgerlijke ingenieurs zoo voor 's lands dienst als voor de nijverheid en van kweekelingen voor den handel, die op 8 januari 1842 werd gesticht, met steun van koning Willem II. De eerste directeur en grondlegger was Antoine Lipkens. Kort na de oprichting kreeg de academie haar eerste huisvesting aan de Oude Delft 95.
Het technisch onderwijs in Nederland werd op 2 mei 1863 wettelijk gereglementeerd en in de sfeer van het middelbaar onderwijs gebracht. Bij Koninklijk Besluit werd het jaar daarop, op 20 juni 1864 de Koninklijke Akademie opgeheven, en werd Delft aangewezen als plaats voor de vestiging van de Polytechnische School te Delft.
Met de wet van 22 mei 1905 deed de naam Technische Hoogeschool van Delft zijn intrede. Het academisch niveau van de opleiding werd daarmee erkend en de Hoogeschool kreeg de status van universiteit. Het promotierecht werd daarmee ook ingevoerd. Het aantal studenten in die tijd lag rond de 450.
In november 1940 braken op de hogeschool, evenals in Leiden, stakingen uit als een reactie op het verbod aan Joodse ambtenaren om les te geven, dus ook aan sommige hoogleraren. Dat leidde ertoe dat de Duitsers de hogeschool sloten. Dit waren de eerste stakingen tegen het Duitse bewind en de Jodenvervolging in Nederland. Na een staking eind november 1940 was de hogeschool door de bezetter gesloten. Op 15 april 1941 werd de hogeschool heropend onder streng Duits toezicht. Er was ook in de daaropvolgende oorlogsjaren sprake van fel verzet van Delftse studenten en docenten tijdens de Tweede Wereldoorlog.
Bij de wet van 7 juni 1956 kreeg de Hogeschool rechtspersoonlijkheid. Ten slotte werd wettelijk geregeld dat de naam Technische Hogeschool Delft per 1 september 1986 zou worden veranderd in Technische Universiteit Delft, om verwarring te voorkomen met instellingen voor hoger beroepsonderwijs die zich hogeschool gingen noemen.

## Kenmerken

### Beeldmerk
Het beeldmerk van de TU Delft bevat een vlam boven de "T" van "TU Delft". Vlam en letter vormen samen een brandende toorts. Dit verwijst naar het vuur van Prometheus, een Griekse mythologische figuur die het vuur van de goden stal en het aan de mensen gaf. Prometheus leerde de mensheid om metaal te bewerken met behulp van het vuur. Om deze reden staat hij bekend als de allereerste leermeester in de techniek. Op het terrein van de TU Delft stond een bronzen beeld dat Prometheus voorstelde. In januari 2012 werd dit beeld gestolen, en in 2016 werd een nieuw beeld geplaatst.
Het beeldmerk werd in 1983 ontworpen door Gerard Schilder van ontwerpbureau 2D3D en in 2002 aangepast door René Hofman van Euro RSCG Bikker. De kleuren zijn blauw (Pantone Process Cyan) en zwart, de letters zijn in lettertype Univers gesteld.

### Studenten
Anno 2021 studeerden aan de oudste Nederlandse ingenieursopleiding ruim 27.000 vrouwen en mannen, waarvan ruim 23% afkomstig was uit andere landen dan Nederland.
De meerderheid van de studenten aan de Delftse universiteit is man, zij het dat naar verhouding meer vrouwen "minder technische" opleidingen volgen zoals bouwkunde, industrieel ontwerpen en technische bestuurskunde. Ook bij het wetenschappelijk personeel is het aantal vrouwen nog sterk in de minderheid. De eerste vrouwelijke hoogleraar aan de toenmalige Technische Hogeschool Delft was Toos Korvezee, zij gaf in de jaren dertig college. Diverse initiatieven zijn afgelopen decennia ontplooid om meer vrouwen naar de universiteit te lokken en de universiteit vrouwvriendelijker te maken. Zo waren er voor middelbare scholieren in de jaren negentig onder meer de "Thea studeert techniek"-dagen, later "Meiden studeren techniek" (MST)-dagen, waarbij aankomende studentes enthousiast gemaakt werden voor een technische studie aan de TU Delft. Ook bestond er intern een aparte emancipatiecommissie die gevraagd en ongevraagd advies kon geven over vrouwenzaken. In de praktijk werd deze commissie echter nauwelijks bij zaken betrokken. Rond 1998 werd het werk van de commissie gedecentraliseerd, wat er in de praktijk op neerkwam dat er geen officiële emancipatie-organen meer over waren. Ook de MST-dagen, die volgens het ministerie van Onderwijs landelijk geen succes bleken, werden verleden tijd.
Het studentenleven voor studenten aan de TU Delft is grotendeels georganiseerd in studie- en studentenverenigingen. De meerderheid van de Delftse studenten is lid van een dergelijke vereniging.

### Erfgoed
De TU Delft is vertegenwoordigd in de Stichting Academisch Erfgoed, een stichting die als doel heeft om universitaire collecties en cultuurschatten in stand te houden.

## Universiteitsgebouwen

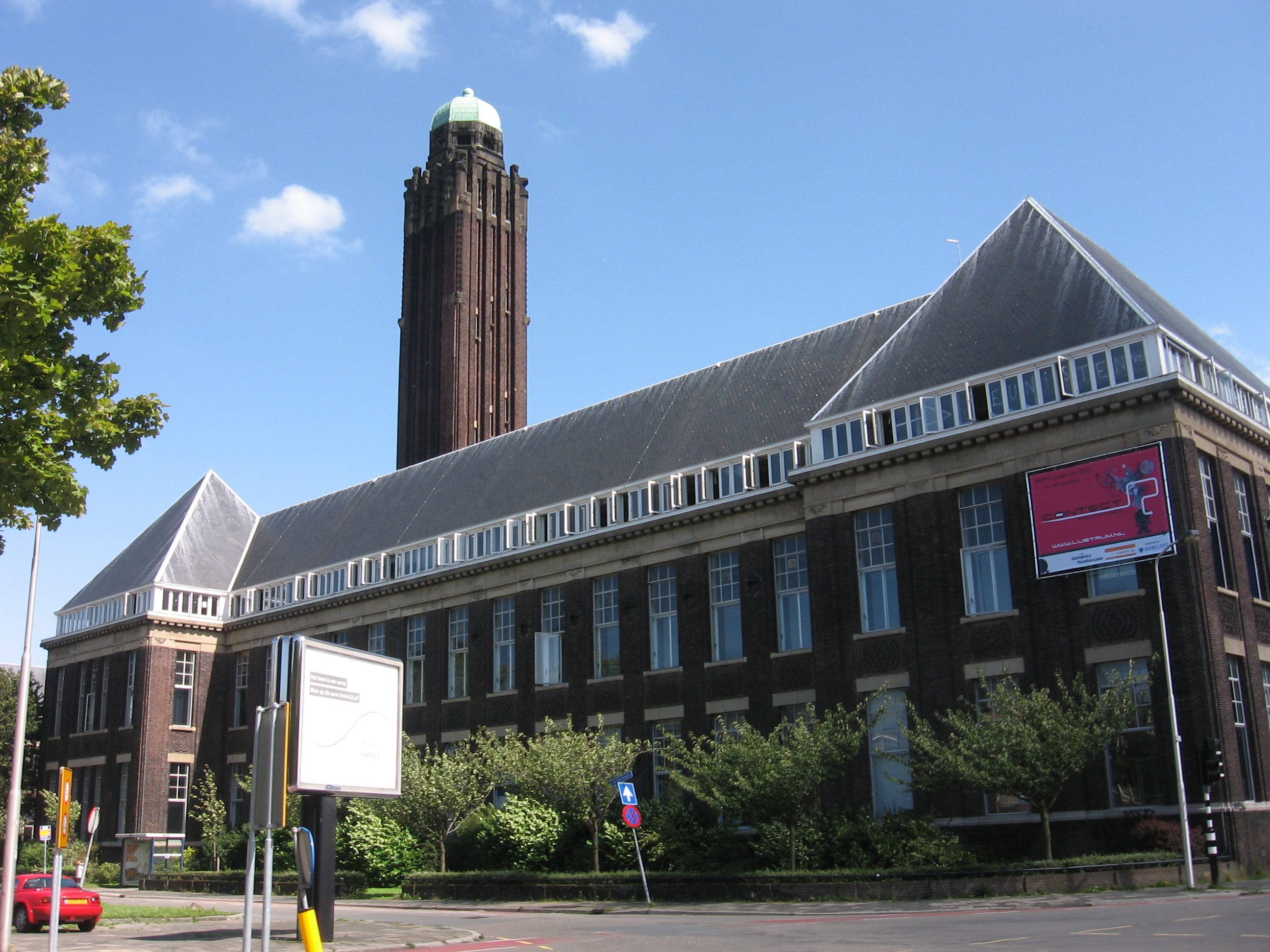
(Voormalig) hoofdgebouw met toren, sinds het collegejaar 2008-2009 in gebruik
als faculteit Bouwkunde.

De universiteit begon in 1842 als Koninklijke Akademie gevestigd aan de Oude Delft 95. Na de totstandkoming van de Polytechnische School werden de eerste onderwijsgebouwen opgericht. Deze bevonden zich aan de Westvest 9 en 7, achter het pand aan de Oude Delft. Aanvankelijk waren alle universiteitsgebouwen gesitueerd in de Delftse binnenstad. Pas eind 19e eeuw begon de ontwikkeling van de eerste gebouwen langs het Rijn-Schie kanaal, in de Wippolder. Tegelijkertijd vond er een ontwikkeling van gebouwen plaats in het oosten van de binnenstad tussen de Verwersdijk en Oostplantsoen.
In de tweede helft van de 20e eeuw veranderde dit en werden langzamerhand alle opleidingsgebouwen verplaatst naar een eigen "universiteitswijk" in Delft-Zuid, onder invloed van een campusgedachte. De visie over wat er met de oude universiteitsgebouwen moest gebeuren, was wisselend, afhankelijk van de "cultuurgevoeligheid" van de universiteitsbestuurders van het moment. Een van de laatste universiteitsgebouwen in de binnenstad was de universiteitsbibliotheek, die in 1997 vervangen werd door een nieuwe bibliotheek op de campus. Ook de oudere gebouwen nét buiten de campus worden afgestoten.
Het relatief nieuwe gebouw van de afdeling "Technische Materiaalwetenschappen", waarin ook het NIMR was gevestigd, werd in 2004 verkocht, om half 2006 op die locatie te kunnen beginnen met de nieuwbouw ten behoeve van de voormalige Technische Hogeschool Rijswijk, De Haagse Hogeschool. In 2007 werd begonnen om de TU-wijk autovrij te maken en de universiteitsgebouwen via loop- en fietspaden met elkaar te verbinden zoals gebruikelijk in een campus. De Mekelweg, die tot dan toe door de TU-wijk in Delft liep, maakte plaats voor het Mekelpark, een ontwerp van Mecanoo architecten onder leiding van oud-student en hoogleraar aan de TU Delft Francine Houben.

### Aula

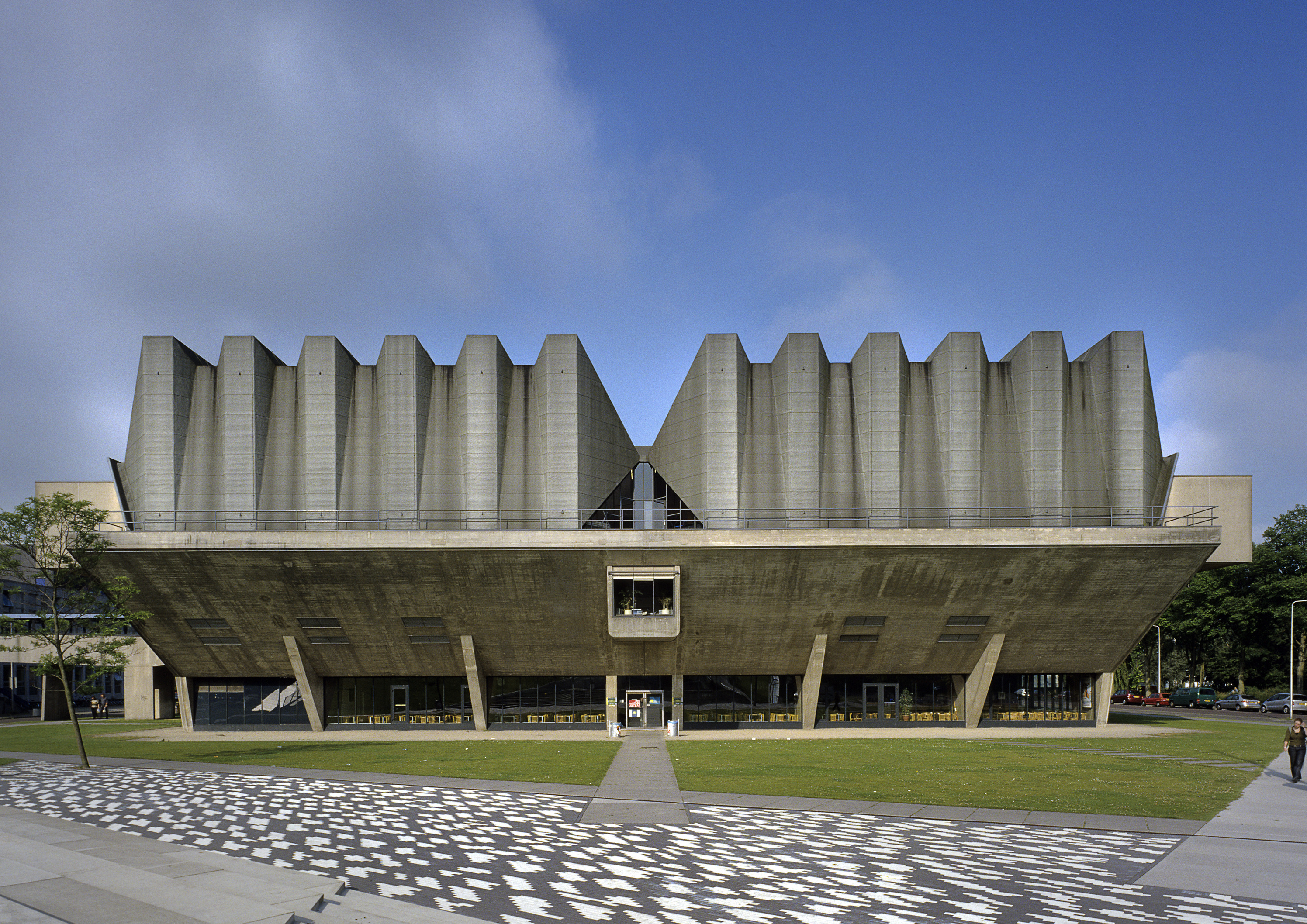
Achterzijde van de aula, met toegang tot restaurant.

De Aula van de TU Delft werd in 1966 in gebruik genomen. Het is een ontwerp van architectenbureau Van den Broek en Bakema, opgericht door twee alumni van de universiteit. Zij ontwierpen de aula in de stijl van het brutalisme. Onder het gebouw bevindt zich een kantine. Het gebouw herbergt verder collegezalen, een auditorium en kantoorruimten. Alle promoties aan de TU Delft vinden plaats in de senaatszaal in de aula.
Sinds 2009 is het gebouw geclassificeerd als Rijksmonument.

### Bibliotheek

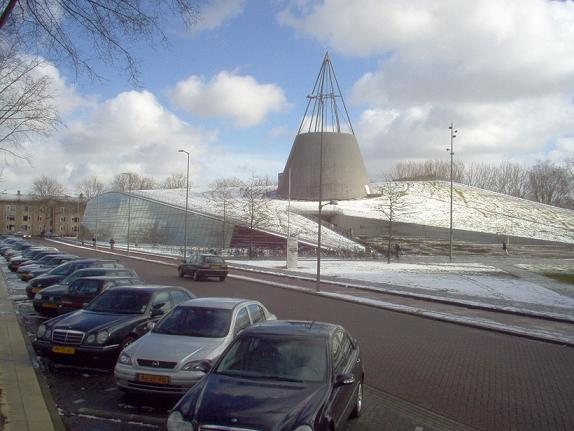
Het besneeuwde grasdak van de bibliotheek van de TU Delft

De bibliotheek van de TU Delft is sinds 1997 in gebruik. Het kenmerkende schuine dak van het gebouw loopt met een hellingshoek van 13 graden van straatniveau tot het hoogste punt en is bedekt met gras dat dient als natuurlijk isolatie, maar ook toegankelijk is om op te zitten en te lopen. Het schuine dak had tussen de oplevering en 2009 last van aanhoudende lekkages. In dat jaar werd het dak volledig vervangen, inclusief de grasmat van 14.000 vierkante meter. Midden op het gras staat een beeldbepalende kegel van 41 meter hoog, bedoeld als symbool voor techniek. De bibliotheek heeft meer dan 600.000 boeken en biedt ruimte aan 1000 studieplekken.

### Bouwkundegebouw
Het gebouw van de faculteit Bouwkunde werd net als de aula ontworpen door Van den Broek en Bakema in de stijl van het functionalisme. Het werd in 1970 opgeleverd. Het gebouw herbergde diverse, uit kunst- en architectuurhistorisch oogpunt belangwekkende collecties. Een van deze collecties omvatte tweehonderd originele stoelen van ontwerpers als Rietveld, Prouvé, Gispen en Oud.

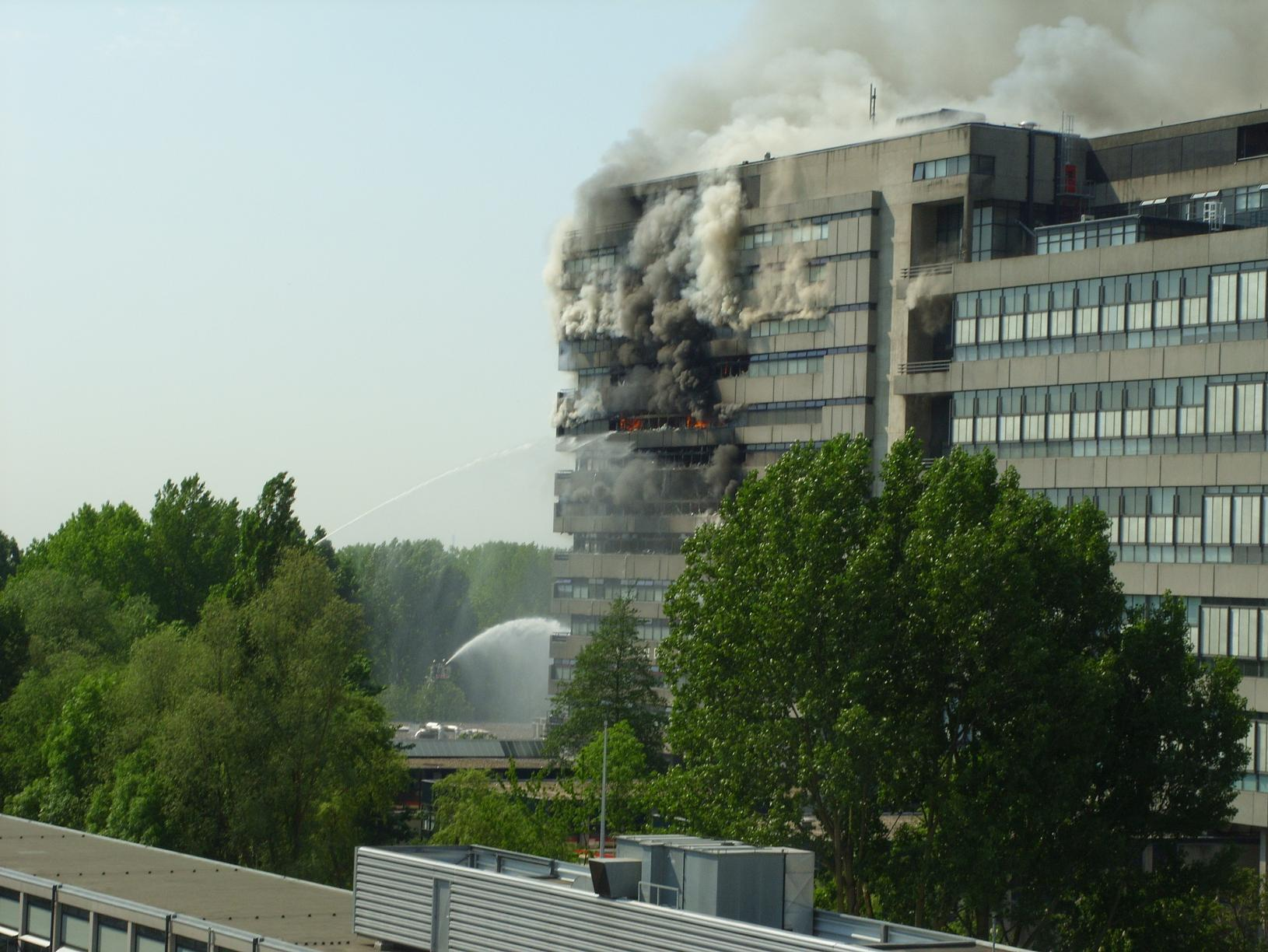
Bouwkundefaculteit tijdens de brand op 13 mei 2008

In de ochtend van 13 mei 2008 brak een grote brand uit in het gebouw. De brand breidde zich snel uit naar de hogere verdiepingen en via de noordelijke vleugel omlaag naar de begane grond. Als gevolg van de brand stortte vervolgens een deel van het gebouw in. Iedereen kon uit het gebouw geëvacueerd worden en er vielen geen slachtoffers. De collecties die zich op of boven de tweede verdieping bevonden, gingen verloren. Een meubelcollectie, de bibliotheek en prenten en kaarten, die zich op de eerste verdieping, de begane grond of in de kelder bevonden, konden wel worden gered. In de tentoonstellingsruimte op de begane grond stonden maquettes van architecten als Le Corbusier, Frank Lloyd Wright en Jean Prouvé klaar voor een expositie die daags na de brand geopend zou worden. Die konden ongedeerd naar buiten worden gebracht.
De TU had (nog) geen gebruiksvergunning voor het pand van Bouwkunde toen de brand uitbrak, maar mocht van de brandweer het gebouw wel gebruiken. Hoewel het gaat om een bestaand gebouw, waarvoor minder strenge regels gelden, waren er tal van aanpassingen uitgevoerd waarmee het gebouw aan moderne eisen was aangepast. De verlaagde plafonds, aangebracht tijdens de bouw, waren van brandbaar materiaal en zorgden voor de snelle verspreiding van het vuur. De gemeente mag, afhankelijk van het eigen beleid, in zo'n geval desondanks een gebruiksvergunning verstrekken. De regelgeving voor bestaande gebouwen is minder streng dan voor nieuwbouw. De regelgeving heeft immers vooral betrekking op de veiligheid van personen en de beperking van de uitbreiding van brand - en aangezien niemand gewond raakte of reëel in gevaar heeft verkeerd, bleek het gebouw (dus) aan de bedoeling van de regelgeving te voldoen.
Twee onderzoeken uitgevoerd in opdracht van de TU Delft concludeerden in 2009 dat de waarschijnlijkste verklaring voor het ontstaan van de brand een elektrische storing was. Deze storing was het gevolg van een lekkage nabij een koffieautomaat. Deze lekkage was eerder ontstaan toen een zwakke verbinding in een waterleiding het begaf.

## Onderwijs en onderzoek
Het aantal medewerkers van de TU Delft schommelde tussen 2000 en 2009 tussen de 4.000 en de 4.500. In 2021 telde de universiteit 431 promoties.

### Faculteiten

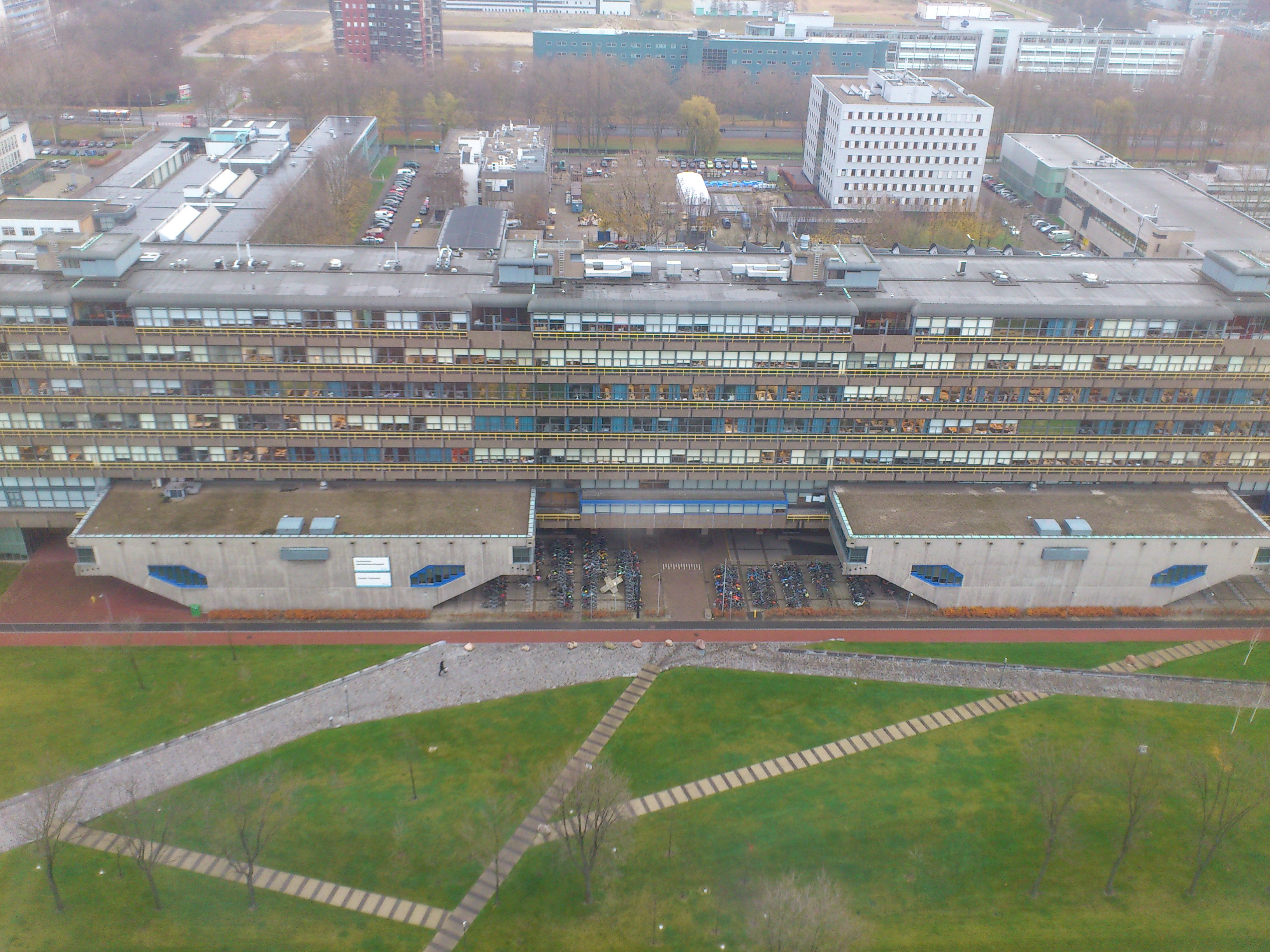
Gebouw van de Faculteit Civiele Techniek en een deel van het Mekelpark (2011).

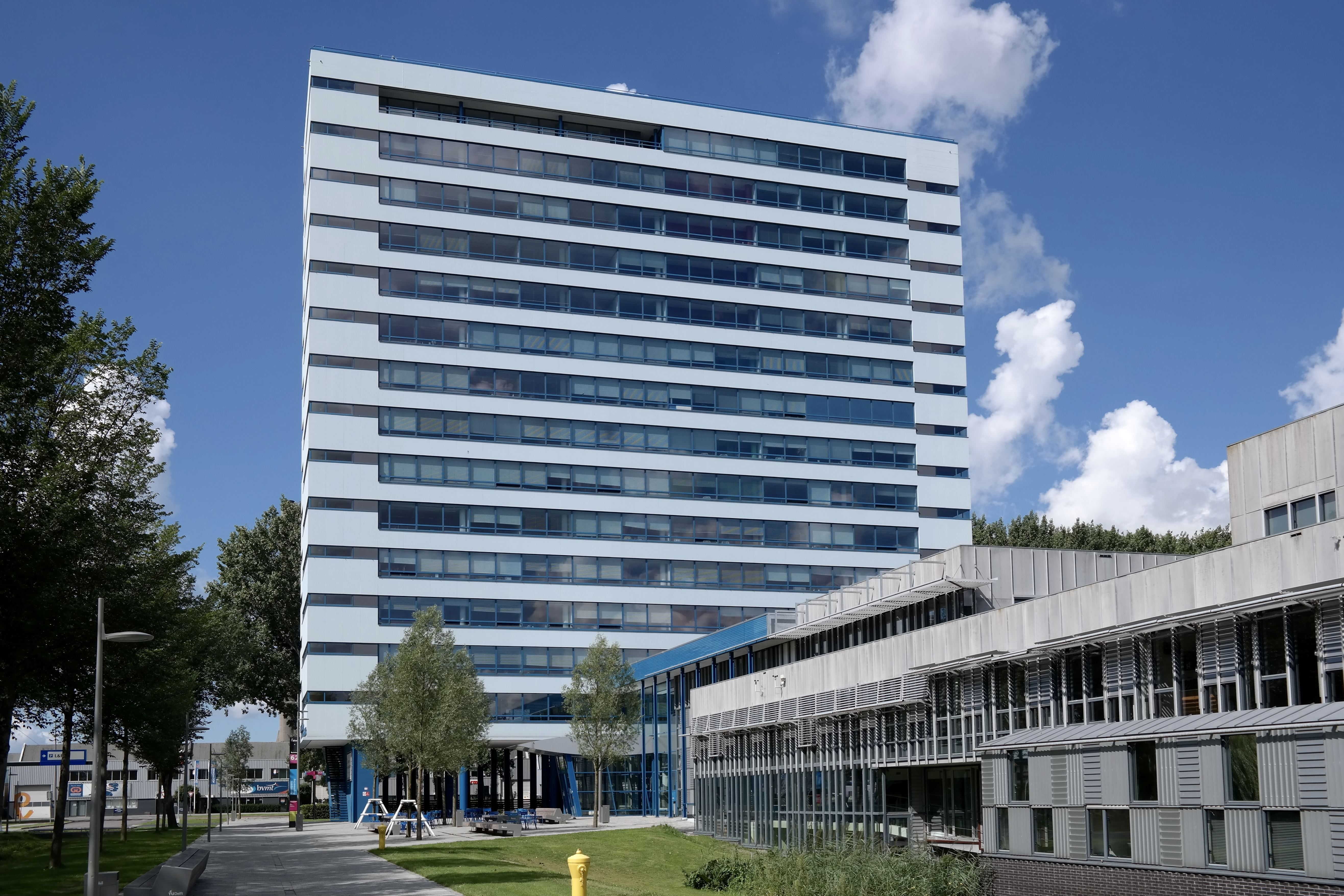
Faculteit Luchtvaart- en Ruimtevaarttechniek aan de Kluyverweg

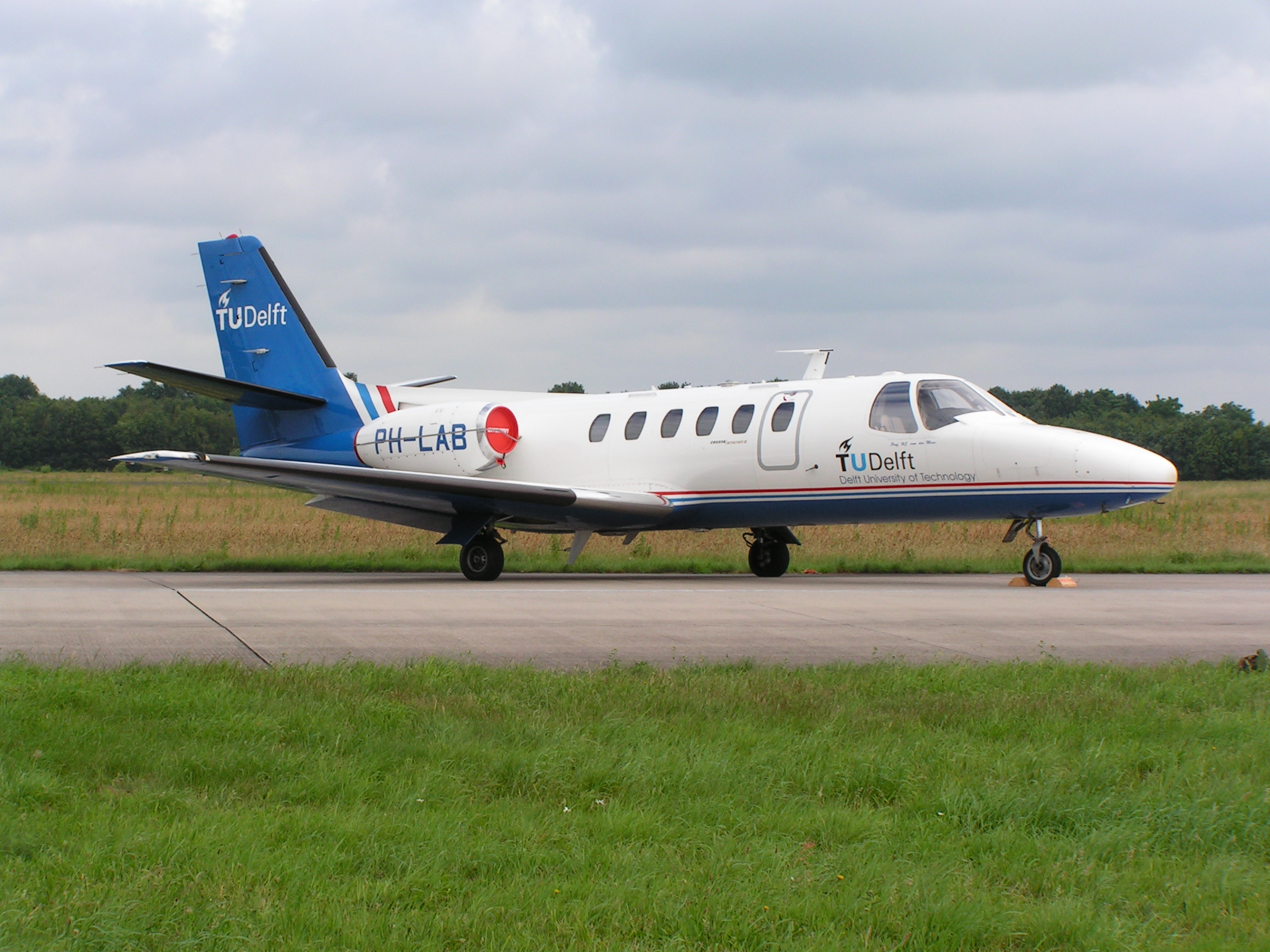
PH-LAB, het laboratoriumvliegtuig van de TU Delft en het NLR.

Onderwijs en onderzoek in verschillende richtingen vindt plaats binnen de verschillende faculteiten (aanvankelijk "afdelingen" genoemd). Sinds de oprichting van de universiteit nam het aantal faculteiten langzamerhand toe. Anno 1998 telde de universiteit zo'n 16 faculteiten. Door bezuinigingen en herstructurering werd er in de jaren daarop echter grondig gesnoeid in dit aantal. Anno 2013 heeft de TU Delft 8 faculteiten die in totaal 16 bachelor-opleidingen en 39 master-opleidingen aanbieden. Een overzicht van de faculteiten en hun bachelor-opleidingen is als volgt:
- Bouwkunde
- Civiele Techniek en Geowetenschappen (CiTG)
  - Technische Aardwetenschappen
  - Civiele Techniek
- Elektrotechniek, Wiskunde en Informatica (EWI)
  - Elektrotechniek
  - Technische Wiskunde
  - Technische Informatica
- Industrieel Ontwerpen (IO)
- Mechanical Engineering (ME) (het gebouw is een Rijksmonument)
  - Werktuigbouwkunde
  - Maritieme Techniek
  - Klinische Technologie (In samenwerking met de Erasmus Universiteit Rotterdam (Erasmus MC) en de Universiteit Leiden (LUMC), sinds 2014)
- Luchtvaart- en Ruimtevaarttechniek (LR)
- Technische Natuurwetenschappen (TNW)
  - Life Science & Technology (in samenwerking met de Universiteit Leiden)
  - Molecular Science & Technology (in samenwerking met de Universiteit Leiden)
  - Technische Natuurkunde
  - Nanobiologie (in samenwerking met de Erasmus Universiteit Rotterdam)
- Techniek, Bestuur en Management (TBM)
  - Technische Bestuurskunde

### Academische samenwerkingen
In 1996 is een samenwerking begonnen tussen het Imperial College in Londen, de Technische Universiteit in Helsinki, de Rheinisch-Westfälische Technische Hochschule in Aken en de TU Delft op het gebied van technische aardwetenschappen, waarin twee programma's werden aangeboden, een zogeheten EMC (grondstofwinning) en EMEC (grondstofverwerking). Inmiddels is deze master uitgegroeid tot de Federation of European Mineral Programs, waarin de volgende partijen participeren: Rheinisch-Westfälische Technische Hogeschool Aken, de Technische Universiteiten in Berlijn en Bergakademie Freiberg (Duitsland), Delft (Nederland), Helsinki (Finland), Košice (Slowakije), Wrocław (Polen), de Universiteit van Wrocław (Polen) en de Universiteit van Exeter (Verenigd Koninkrijk). Het Imperial College in Londen doet dus niet meer mee in deze federatie.
In september 2006 zijn de Eidgenössische Technische Hochschule, de Rheinisch-Westfälische Technische Hogeschool van Aken en de TU Delft begonnen met een gezamenlijke master toegepaste geofysica als spin-off van de gezamenlijke IDEA League. De deelnemers studeren daarbij achtereenvolgens in Delft, Zürich en Aken, waarna de student zelf de locatie kan bepalen waar hij zijn afstudeerproject verricht. Uniek is dat het om een volledig gezamenlijke opleiding gaat, met één examenreglement en één curriculum.

### Onderzoeksinstituten
Een aantal onderzoeksinstituten en laboratoria is verbonden aan de TU Delft.

### Studententeams
Er zijn diverse teams van studenten die samenwerken aan een project:
- TU Delft Hydro Motion Team, voorheen Solar Boat Team[13]
- Delft Hyperloop[14]
- Eco-Runner Team Delft, die een voertuig op waterstof bouwen[15]
- Project March
- Team Epoch, ontwikkelen AI
- Space Oasis Delft[16]
- Emergence Delft[17]
- Aero Delft
- Delft Aerospace Rocket Engineering (DARE)
- Delft Solar Decathlon
- Formula Student Delft (DUT Racing)
- Forze Hydrogen Electric Racing
- Human Power Team, IGEM Delft
- Nova Electric Racing
- Rise
- Silverwing
- Brunel Solar Team
- WASUB

## Rector magnificus, bestuur en medewerkers
De Universiteit wordt bestuurd door het College van Bestuur (CvB) en gecontroleerd en geadviseerd door de ondernemingsraad en de studentenraad. Het bestuur wordt gevormd door:
- Prof. dr. ir. T.H.J.J. (Tim) van der Hagen is voorzitter van het College van Bestuur van de TU Delft, sinds 1 mei 2016 en sinds 2018 ook rector magnificus.
- Prof. dr. R.F. (Rob) Mudde is vice-rector magnificus van de TU Delft, sinds 1 maart 2018.[18]
- Drs. Marien van der Meer is vice president operations sinds 1 augustus 2021.

Sinds de TU Delft in 1905 van Polytechnische School overging in de Technische Hogeschool, zijn er rectores magnifici aangesteld.
De TU Delft had in 2021 ruim 3.800 fte wetenschappelijk personeel in dienst, waarvan ruim 1.600 PhD’s.

## Eredoctoraten

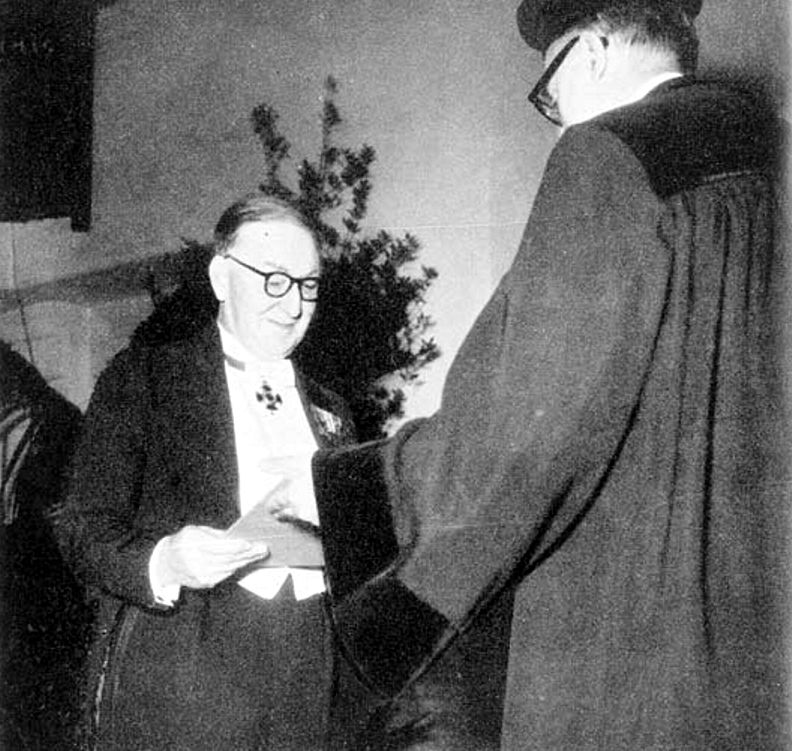
John Cockcroft ontving in 1959 het eredoctoraat van de toenmalige Technische Hogeschool Delft.

In 1906 heeft de TU Delft het promotierecht verkregen. Dit betekent dat iemand door gespecialiseerd wetenschappelijk onderzoek bij de betrokken instelling een doctorsgraad mag verwerven. Daarnaast kunnen universiteiten eredoctoraten uitreiken aan personen op grond van bijzondere verdiensten. Het Delftse eredoctoraat is tussen 1906 en 2006 aan 100 mensen verleend. Enkele eminente namen zijn:
- Abraham Kuyper, (1907), premier en theoloog
- Cornelis Lely, (1907), civiel ingenieur, geestelijk vader van de Zuiderzeewerken
- Petrus Cuypers, (1907), architect Rijksmuseum en centraal station in Amsterdam
- Gerard L.F. Philips, (1917), oprichter NV Philips
- Hendrik Antoon Lorentz, (1918), natuurkundige en Nobelprijswinnaar
- Hendrik P. Berlage, (1925), architect
- Albert Plesman, (1947), luchtvaartpionier
- Z.K.H. Prins Bernhard, (1951), prins der Nederlanden
- John Douglas Cockcroft, (1959), directeur Brits kernenergieprogramma
- Gerrit Th. Rietveld, (1964), architect
- Santiago Calatrava, (1997), architect

## Enkele bekende alumni

### Techniek en wetenschap
- Martinus W. Beijerinck 1851-1931, microbioloog
- Lodewijk van den Berg 1932-2022, Space Shuttle-astronaut
- Jan Burgers 1895-1981, vader van de Burgersvergelijking en de Burgersvector
- Willy Burgers 1897-1988, materiaalkundige
- Dirk Coster 1889-1950, hoogleraar en ontdekker van het element Hafnium
- Hans van Duivendijk 1934, civiel ingenieur
- Frans Ghijsels 1882-1947, architect en stedenbouwkundige
- Lex Haak 1930-2018, architect
- Hubert-Jan Henket 1940, architect
- Herman Hertzberger 1932, architect
- Jacobus van 't Hoff 1852-1911, Nobelprijswinnaar scheikunde
- Alexandre Horowitz 1904-1982, uitvinder van onder andere de Philishave
- Gerrit van Iterson 1878-1972, stichter van de Cultuurtuin voor Technische Gewassen, de latere Botanische Tuin TU Delft
- Louis Kalff 1897-1976, architect en (grafisch) ontwerper met name in dienst van Philips
- Warner T. Koiter 1914-1997, hoogleraar toegepaste mechanica
- Dom Hans van der Laan 1904-1991, architect, leidende figuur van de Bossche School
- Hendricus van der Maas 1899-1987, scheepsbouwkundig ingenieur en vliegtuigbouwkundige
- Simon van der Meer 1925-2011, Nobelprijswinnaar natuurkunde
- Felix Vening Meinesz 1887-1966, geofysicus en geodeet
- Anton Mussert 1894-1946, civiel ingenieur en politicus
- Eduard Niermans 1859-1928, architect
- Willem van der Poel 1926, hoogleraar en computerpionier
- Klaas Posthumus 1902-1990, uitvinder magnetron
- Michel Remery 1973, bouwkundige
- Clemens Roothaan 1918-2019, natuur- en scheikundige
- Ionica Smeets, 1979, wiskundige en wetenschapsjournaliste
- Marcel Stive 1951, hoogleraar kustwaterbouwkunde
- Bernard Tellegen 1900-1990, uitvinder pentode
- Johan van Veen 1893-1959, grondlegger van de deltawerken
- Carel Weeber 1937, architect
- Herman Zanstra 1894-1972, astronoom
- Tonny Zwollo 1942, architecte

### Politiek/organisatie
- Jan van Bemmel 1938, rector magnificus Erasmus Universiteit
- Ben van Beurden 1958, CEO van Shell
- Eppo Bruins 1969, politicus
- Wim Dik 1939, topman KPN, nu hoogleraar aan de TU Delft
- Wiebe Draijer 1965, voorzitter van de Sociaal-Economische Raad
- Frits Fentener van Vlissingen 1933-2006, ondernemer
- Karien van Gennip 1968, staatssecretaris van Economische Zaken
- Rik Grashoff 1961, lid van de Tweede Kamer voor GroenLinks
- Pieter Hofstra 1946-2025, lid van de Tweede Kamer voor de VVD
- Frederik Bernard s'Jacob 1850-1935, burgemeester Rotterdam
- Abdul Qadir Khan 1936-2021, Pakistaans wetenschapper en bedrijfsspion
- Herman Meijer 1947, politicus van GroenLinks en wethouder van Rotterdam
- Anton Mussert 1894-1946, civiel ingenieur en NSB-politicus
- Cornelis Lely 1854-1929, gouverneur van Suriname, minister en projectleider Afsluitdijk
- Friso van Oranje-Nassau van Amsberg 1968-2013
- Gerard Philips 1858-1942, grondlegger Philips
- Frits Philips 1905-2005, bestuursvoorzitter van Philips
- Roel Pieper 1956, ICT-ondernemer
- Saimin Redjosentono 1940-2024, docent en minister van Landbouw, Veeteelt en Visserij
- Jo Ritzen 1945, minister van Onderwijs en Wetenschappen
- Diederik Samsom 1971, Tweede Kamerlid van de PvdA
- Wim Schermerhorn 1894-1977, eerste premier na de Tweede Wereldoorlog en oprichter ven het International Institute for Geo-Information Science and Earth Observation
- Egbert Schuurman 1937, lid Eerste Kamer en hoogleraar techniekfilosofie
- Henk Slebos 1943, leverancier van goederen aan het Pakistaans kernwapenprogramma
- Paul Smits 1946, voorzitter van de Raad van Bestuur van KPN
- Jeroen van der Veer 1947, topman van Shell
- Bas van der Vlies 1942-2021, Tweede Kamerlid van de SGP
- Leen van der Waal 1928-2020, Europarlementariër voor SGP/GPV/RPF, lid van de SGP
- Eric Wiebes 1963, Minister van Economische Zaken en Klimaat, lid van de VVD
- Lo van Wachem 1931-2019, CEO van Shell